# Brownsville Station
I Brownsville Station furono un noto gruppo musicale rock & roll formato nel 1969 a Ann Arbor, Michigan, Stati Uniti.
Dopo aver ottenuto un certo successo negli anni 70, il gruppo si sciolse nel 1979, e i membri intrapresero carriere separate.

## Formazione
- Cub Koda - voce, chitarra
- Mike Lutz - chitarra, voce
- Bruce Nazarian - chitarra
- Tony Driggins - basso, voce
- Henry "H-Bomb" Weck - batteria

### Ex componenti
- T.J. Cronley - batteria

## Discografia

### Album in studio
- 1970 - No BS (Palladium Records, P 1004)
- 1972 - A Night on the Town (Big Tree Records, BTS-2010)
- 1973 - Yeah! (Big Tree Records, BTS-2102)
- 1974 - School Punks (Big Tree Records, BT 89500)
- 1975 - Motor City Connection (Big Tree Records, BT 89510)
- 1977 - Brownsville Station (Private Stock Records, PS-2026)
- 1978 - Air Special (Epic Records, JE 35606)

### Raccolte
- 1993 - Smokin' in the Boy's Room: The Best of Brownsville Station (Rhino Records, R2 71456)
- 2002 - Smokin' in the Boy's Room and Other Hits (Flashback Records, R2 78267)

### Singoli
- 1969 - Rock and Roll Holiday/Jailhouse Rock (Polydor Records, 14017 e Hideout Records, 1957)
- 1970 - Be-Bop Confidential/City Life (Palladium Records, H-1075 e Warner Bros. Records, 7441)
- 1971 - Roadrunner/Do the Bosco (Warner Bros. Records, 7456)
- 1971 - That's Fine/Tell Me All About It (Warner Bros. Records, 7501)
- 1972 - Rock with the Music/Country Flavor (Big Tree Records, 144)
- 1972 - The Red Back Spider/Rock with the Music (Big Tree Records, 156)
- 1973 - Let Your Yeah Be Yeah/Mister Robert (Big Tree Records, 161)
- 1973 - Smokin' in the Boys Room/Barefootin' (Big Tree Records, 16011)
- 1974 - I'm the Leader of the Gang/Fast Phyllis (Big Tree Records, 15005)
- 1974 - I'm the Leader of the Gang/Meet Me on the Fourth Floor (Big Tree Records, 15005)
- 1974 - Kings of the Party/Ostrich (Big Tree Records, 16011)
- 1974 - I Got It Bad for You/Mama Don't Allow No Parkin' (Big Tree Records, 16029)
- 1977 - Lady (Put the Light on Me)/Rockers and Rollers (Private Stock Records, 45,149)
- 1977 - The Martian Boogie/Mr. Johnson Sez (Private Stock Records, 45,167)
- 1979 - Love Stealer/Fever (Epic Records, 50695) a nome Brownsville